# 1. Līga 2024
La 1. Līga 2023 è stata la 33ª edizione della seconda divisione del campionato lettone di calcio. La stagione è iniziata il 6 aprile ed è terminata il 10 novembre 2024. Il Super Nova ha vinto il campionato per la prima volta nella sua storia, ottenendo la promozione in Virslīga.

## Stagione

### Novità
Il campionato è composto da 14 squadre, come nella stagione precedente: il Rēzeknes FA, retrocesso nella precedente stagione, fu riammesso per la terza volta consecutiva, mentre la Dinamo Rīga fu effettivamente retrocessa; a fronte della promozione in Virslīga del Grobiņa, il Super Nova fu effettivamente retrocessa dalla massima serie. Il Beitar/RIGA MARINERS, classificatosi settimo nella precedente stagione, non si iscrisse, mentre il Saldus cambiò nome in Leevon PPK.
Le nuove squadre provenienti dalla 2. Līga sono due: Mārupes SC e Ogre United.

### Formula
Le 14 squadre partecipanti si affrontano in gironi di andata e ritorno, per un totale di 26 giornate. La squadra prima classificata viene promossa in Virslīga, mentre la seconda disputa uno spareggio contro la penultima della Virslīga. Sono escluse dalla possibilità di promozione le squadre riserve. Le classificate agli ultimi due posti retrocedono in 2. Līga, mentre la terzultima giocava uno spareggio per non retrocedere contro la terza classificata della 2. Līga.
Le formazioni riserve non potevano ottenere la promozione in massima serie.

## Squadre partecipanti
| Club          | Città     | Stagione precedente                               |
| ------------- | --------- | ------------------------------------------------- |
| JDFS Alberts  | Rīga      | 4º in 1. Līga                                     |
| JFK Ventspils | Ventspils | 9º in 1. Līga                                     |
| Leevon PPK    | Olaine    | 5º in 1. Līga                                     |
| Mārupes SC    | Mārupe    | 1º in 2. Līga                                     |
| Ogre United   | Ogre      | 2º in 2. Līga                                     |
| Olaine        | Olaine    | 11º in 1. Līga                                    |
| Rēzeknes FA   | Rēzekne   | 14º in 1. Līga, retrocesso e in seguito riammesso |
| RFS Riga-2    | Rīga      | 6º in 1. Līga                                     |
| Riga FC-2     | Rīga      | 2º in 1. Līga                                     |
| Skanstes      | Rīga      | 3º in 1. Līga                                     |
| Smiltene      | Smiltene  | 12º in 1. Līga                                    |
| Super Nova    | Olaine    | 10º posto in Virslīga, retrocesso                 |
| Tukums 2000-2 | Tukums    | 8º in 1. Līga                                     |
| Valmiera-2    | Valmiera  | 10º in 1. Līga                                    |

## Classifica finale
|       | Pos. | Squadra       | Pt | G  | V  | N | P  | GF | GS | DR  |
| ----- | ---- | ------------- | -- | -- | -- | - | -- | -- | -- | --- |
|       | 1.   | Super Nova    | 65 | 26 | 21 | 2 | 3  | 65 | 11 | +54 |
| [ 2 ] | 2.   | RFS Riga-2    | 63 | 26 | 20 | 3 | 3  | 71 | 18 | +53 |
|       | 3.   | JDFS Alberts  | 58 | 26 | 19 | 1 | 6  | 53 | 21 | +32 |
|       | 4.   | Riga FC-2     | 48 | 26 | 13 | 9 | 4  | 59 | 26 | +33 |
|       | 5.   | Skanstes      | 41 | 26 | 12 | 5 | 9  | 39 | 28 | +11 |
| [ 2 ] | 6.   | Valmiera-2    | 34 | 26 | 10 | 4 | 12 | 41 | 39 | +2  |
|       | 7.   | Mārupes SC    | 33 | 26 | 9  | 6 | 11 | 25 | 44 | -19 |
| [ 2 ] | 8.   | Leevon PPK    | 31 | 26 | 9  | 4 | 13 | 36 | 38 | -2  |
|       | 9.   | Olaine        | 30 | 26 | 8  | 6 | 12 | 45 | 50 | -5  |
| [ 2 ] | 10.  | JFK Ventspils | 30 | 26 | 8  | 6 | 12 | 32 | 37 | -5  |
|       | 11.  | Ogre United   | 29 | 26 | 7  | 8 | 11 | 37 | 44 | -7  |
|       | 12.  | Tukums 2000-2 | 19 | 26 | 5  | 4 | 17 | 25 | 68 | -43 |
|       | 13.  | Smiltene      | 17 | 26 | 4  | 5 | 17 | 24 | 62 | -38 |
|       | 14.  | Rēzeknes FA   | 14 | 26 | 3  | 5 | 18 | 18 | 84 | -66 |

Legenda:
      Promossa in Virslīga 2025
 Ammessa allo spareggio promozione-retrocessione
      Retrocessa in 2. Līga 2025
Note:
Tre punti a vittoria, uno a pareggio, zero a sconfitta.
La classifica viene stilata secondo i seguenti criteri:
- Punti conquistati
- Punti conquistati negli scontri diretti
- Differenza reti negli scontri diretti
- Partite vinte
- Differenza reti generale
- Reti totali realizzate
- Miglior rapporto goal (goal fatti/goal subiti)
- Fair-play ranking
- Spareggio

## Spareggio promozione/retrocessione in Virslīga
Allo spareggio partecipano il nono classificato in Virslīga e il secondo classificato (escluse le squadre riserve) della 1. Līga.
|              | Risultati |              | Luogo e data              |
| ------------ | --------- | ------------ | ------------------------- |
| Grobiņa      | 2 - 3     | JDFS Alberts | Grobiņa, 20 novembre 2024 |
| JDFS Alberts | 0 - 2     | Grobiņa      | Riga, 23 novembre 2022    |
|              |           |              |                           |

## Spareggio promozione/retrocessione in 2. Līga
Allo spareggio partecipano il dodicesimo classificato in 1. Līga e il terzo classificato della 2. Līga.
|               | Risultati |               | Luogo e data                |
| ------------- | --------- | ------------- | --------------------------- |
| Salaspils     | 0 - 11    | Tukums 2000-2 | Salaspils, 13 novembre 2024 |
| Tukums 2000-2 | 3 - 0     | Salaspils     | Tukums, 16 novembre 2024    |
|               |           |               |                             |